# Thamnomys venustus
Il ratto di boscaglia di Thomas (Thamnomys venustus  Thomas, 1907) è un roditore della famiglia dei Muridi endemico della Repubblica Democratica del Congo e dell'Uganda.

## Descrizione
Roditore di medie dimensioni, con la lunghezza della testa e del corpo tra 121 e 161 mm, la lunghezza della coda tra 180 e 222 mm, la lunghezza del piede tra 25 e 28 mm, la lunghezza delle orecchie tra 18 e 20 mm e un peso fino a 100 g.

La pelliccia è lunga. Le parti superiori sono rossastre scure. Le parti ventrali sono bianche. I fianchi sono più brillanti rispetto al dorso. Le orecchie sono grigiastre. Il dorso dei piedi è giallo-brunastro, biancastro verso le dita. Le coda è più lunga della testa e del corpo, uniformemente marrone scuro e con un ciuffo di peli all'estremità. 

## Biologia

### Comportamento
È una specie notturna e arboricola.

## Distribuzione e habitat
Questa specie è endemica delle zone montane della faglia albertina della Rift Valley, nella Repubblica Democratica del Congo e in Uganda e dell'isola Idjwi, nel Lago Kivu.
Vive nelle boscaglie in aree aperte all'interno di foreste secondarie montane tra 1.800 e 3.000 metri di altitudine.

## Tassonomia
Sono state riconosciute 3 sottospecie:
- T.v.venustus: Versante orientale del Monte Ruwenzori;
- T.v.kivuensis (Allen & Loveridge, 1942): Isola Idjwi, nella parte congolese del Lago Kivu;
- T.v.schoutedeni (Hatt, 1934): Zone montane della faglia albertina della Rift Valley nella Repubblica Democratica del Congo.

## Conservazione
La IUCN Red List, considerato l'areale limitato e frammentato e il continuo declino nella qualità del proprio habitat, classifica T.venustus come specie vulnerabile (VU). La sottospecie T.v.schoutedeni è considerata distinta e valutata come specie con dati insufficienti (DD).